# توب غير (موسم 6)
توب غير 6 (بالإنجليزية: Top Gear)‏ هو السلسلة السادسة للبرنامج التلفزيوني البريطاني الذي يهتم بالمركبات، توب جير، تم إنتاجه في المملكة المتحدة. بدأ عرضه في سنة 2005. عرض على بي بي سي تو. بلغ عدد حلقاته 11 حلقة، تم بث البرنامج لأول مرة بتاريخ 22 مايو 2005 بينما تم بث آخر حلقة منه بتاريخ 7 أغسطس 2005. مقدمو البرنامج جيرمي كلاركسون، ريتشارد هاموند وجيمس ماي.

## وصلات خارجية
- الموقع الرسمي